# Theodorus Johannes Reichgelt
Theodorus Johannes Reichgelt ( 1903 - 1966 ) fue un botánico neerlandés.

## Algunas publicaciones
- Kern, jh; tj Reichgelt. 1954. Carex L. pp. 1-133 en Flora neerlandica vol. 1(3), eds. Van Th. Weevers,. B. H. Danser & J. Heimans

- Van Ooststroom, j; tj Reichgelt. 1962. De in Nederland adventieve en gekweekte Physalissoorten. Flora Neerlandica 1 (6) : 27–28

- ----------------------; ------------------. 1964. Alismataceae. Flora Neerlandica 1 (6) : 1–15
- La abreviatura «Reichg.» se emplea para indicar a Theodorus Johannes Reichgelt como autoridad en la descripción y clasificación científica de los vegetales.[1]